# ليني ماكليستر
ليني ماكليستر (بالإنجليزية: Lenny McAllister) هو مؤلف وصحفي أمريكي، ولد في 13 يناير 1972 في بيتسبرغ في الولايات المتحدة.

## وصلات خارجية
- الموقع الرسمي